# Antoine Duquesne
Antoine Duquesne (3 de fevereiro de 1941 - 4 de novembro de 2010) foi um político belga, membro do Parlamento Europeu para a Comunidade francesa da Bélgica.